# Distrikt Río Grande (Palpa)
Der Distrikt Río Grande liegt in der Provinz Palpa in der Region Ica in Südwest-Peru. Der Distrikt wurde am 16. Januar 1953 gegründet. Er hat eine Fläche von 314 km². Beim Zensus 2017 lebten 2658 Einwohner im Distrikt Río Grande. Im Jahr 1993 lag die Einwohnerzahl bei 3245, im Jahr 2007 bei 2731. Verwaltungssitz ist die unweit vom Ostufer des Río Grande auf einer Höhe von 354 m gelegene Ortschaft Río Grande mit 1394 Einwohnern (Stand 2017). Río Grande liegt 2 km nordwestlich der Provinzhauptstadt Palpa. Die Nationalstraße 1S (Panamericana) von Ica nach Palpa durchquert den Süden des Distrikts.

## Geographische Lage
Der Distrikt Río Grande erstreckt sich entlang dem Mittellauf des Río Grande in den westlichen Ausläufern der peruanischen Westkordillere. Der Distrikt liegt im nördlichen Osten der Provinz Palpa. Die maximale Längsausdehnung in SSW-NNO-Richtung beträgt etwa 42 km, die maximale Breite liegt bei knapp 15 km. Im Süden reicht der Distrikt bis zur Einmündung des Río Vizcas in den Río Grande. Im Westen bildet die Wasserscheide zum weiter westlich verlaufenden Río Santa Cruz die Distriktgrenze.
Der Distrikt Río Grande grenzt im Westen an den Distrikt Santa Cruz, im Nordwesten an den Distrikt Tibillo, im Nordosten an den Distrikt Huac-Huas (Provinz Lucanas, Region Ayacucho), im  Osten an den Distrikt Llauta (ebenfalls in der Provinz Lucanas), im Südosten an den Distrikt Palpa sowie im äußersten Süden an den Distrikt Llipata.

## Geoglyphe
Im Distrikt befinden sich etwa einen Kilometer östlich vom Hauptort Río Grande die Geoglyphe Líneas de Palpa (⊙).